# Шевнево (Смоленская область)
Шевнево — деревня в Краснинском районе Смоленской области России. Входит в состав Малеевского сельского поселения. Население — 3 жителя (2007 год). 
Расположена в западной части области в 2 км к юго-востоку от Красного, в 4 км южнее автодороги Р135 (Смоленск - Красный - Гусино), на берегу реки Ехенка. В 22 км северо-западнее деревни расположена железнодорожная станция Гусино на линии Москва — Минск. 

## История
В годы Великой Отечественной войны деревня была оккупирована гитлеровскими войсками в июле 1941 года, освобождена в сентябре 1943 года.

## Достопримечательности
Гнездо белых аистов, в котором почти каждую весну поселяется пара птиц и выращивает потомство.